# Madhuca platyphylla
Madhuca platyphylla är en tvåhjärtbladig växtart som först beskrevs av Elmer Drew Merrill, och fick sitt nu gällande namn av Elmer Drew Merrill. Madhuca platyphylla ingår i släktet Madhuca och familjen Sapotaceae. Inga underarter finns listade i Catalogue of Life.